# 封詢
封詢（？—？），字景文，渤海人，封述弟，東魏員外郎。

## 生平
武定年間封詢擔任永安公開府法曹，歷任尚書起部郎中、三公郎、東平原郡太守、定州長史、河間郡守，入朝後擔任尚書左丞，兼任濟南太守。隋朝開皇年間去世。封詢對經史有所涉略，為人秉持清正廉潔，任內都展現了他優秀的才能，治理州郡頗有聲績，官吏百姓都很敬愛他。